# Шищиці (Піньчовський повіт)
Шищиці (пол. Szyszczyce) — село в Польщі, у гміні Дзялошиці Піньчовського повіту Свентокшиського воєводства.
Населення — 121 особа (2011).
У 1975-1998 роках село належало до Келецького воєводства.

## Демографія
Демографічна структура на день 31 березня 2011 року:
|          | Загалом | Допрацездатний вік | Працездатний вік | Постпрацездатний вік |
| -------- | ------- | ------------------ | ---------------- | -------------------- |
| Чоловіки | 65      | 5                  | 47               | 13                   |
| Жінки    | 56      | 11                 | 26               | 19                   |
| Разом    | 121     | 16                 | 73               | 32                   |